# ثنائي فلوريد الرادون
ثنائي فلوريد الرادون (RnF2) هو مركب للرادون، الغاز النبيل. يتفاعل الرادون بسهولة مع الفلور ليُشكّل مركب صلب، ويتفكك عند محاولة تبخيره وتركيبه الدقيق غير محدّد. وتوحي الحسابات إلى أن المركب أيونياً. إن فائدة مركبات الرادون محدودة نظراً لأن الرادون نشط إشعاعياً. النظير الأطول عمراً، هو الرادون -222، عمر النصف له فقط 3.82 أيام. الرادون عنصر كيميائي عدده الذري 86، عديم اللون، عديم الرائحة، عديم الطعم ونشط إشعاعياً. ونظراً لارتفاع نشاطه الإشعاعي، لم يُفتن العلماء في دراسة هذا العنصر لكن ما يزال عدد قليل من المركبات هي المعروفة.